# إدموند بريز
إدموند بريز (بالإنجليزية: Edmund Breese) مواليد 18 يونيو 1871 في بروكلين، الولايات المتحدة - الوفاة 6 أبريل 1936 في نيويورك، هو ممثل أمريكي بدأ مسيرته الفنية سنة 1892. شارك في قرابة 129 فلما. امتدت مسيرته الفنية لأكثر من 44 عاما.

## الأعمال
- كل شيء هادىء على الجبهة الغربية
- جزيرة الكنز

## روابط خارجية
- إدموند بريز على موقع IMDb (الإنجليزية)
- إدموند بريز على موقع ألو سيني (الفرنسية)
- إدموند بريز على موقع أول موفي (الإنجليزية)
- إدموند بريز على موقع قاعدة بيانات برودواي على الإنترنت (الإنجليزية)
- إدموند بريز على موقع قاعدة بيانات الأفلام السويدية (السويدية)
- إدموند بريز على موقع إن إن دي بي (الإنجليزية)
- إدموند بريز على موقع قاعدة بيانات الفيلم (الإنجليزية)
- إدموند بريز على موقع كينوبويسك (الروسية)